# جهانكير يفضل شيخا صوفيا على الملوك
جهانكير يُفضل شيخًا صوفيًّا على الملوك هي لوحة مصغرة (منمنمة) مغولية للفنان الهندي بيشير لبلاط السلطان المغولي جهانكير، يرجع تاريخها إلى (ق. 1615–1618). تقع اليوم في معرض فرير للفنون.
ويظهر فيها السلطان جالسًا على عرش على شكل الساعة الرملية، وهو يُسلم كتابًا إلى أحد الأولياء الصوفيين، بينما ينظر إليه السلطان العثماني وملك إنجلترا. يظهر الفنان بيشير نفسه في الزاوية اليسرى السفلية من الصورة، في إدراج ذاتي.

## الوصف

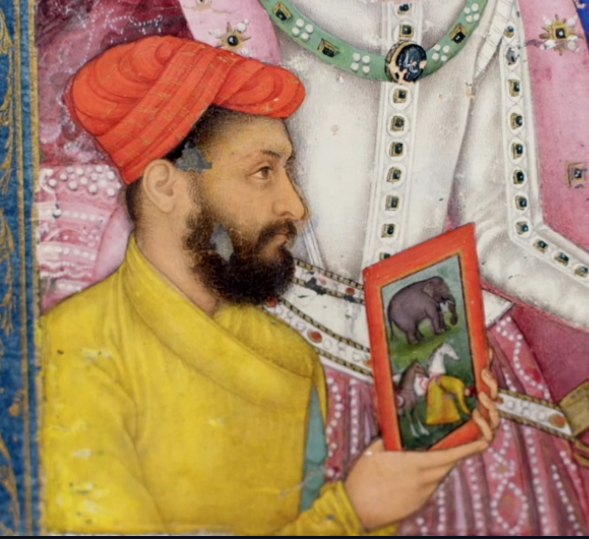
تفاصيل الصورة الذاتية لبيشير

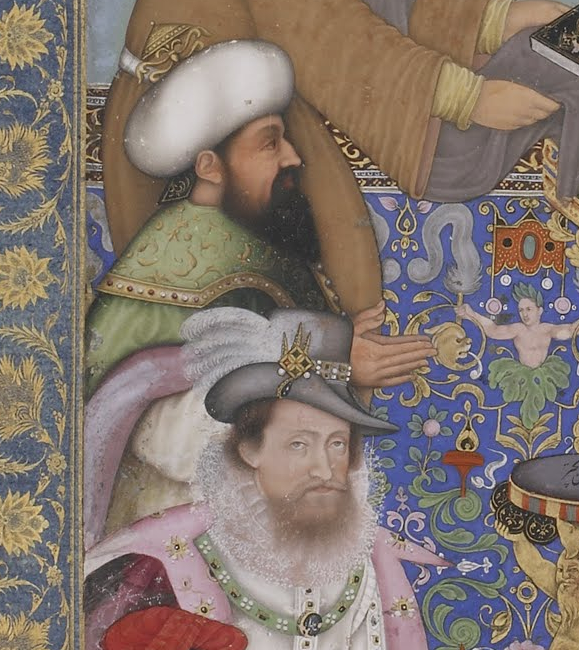
تصوير السلطان العثماني وجيمس السادس والأول.

يُصور السلطان جهانكير وهو يرتدي معطف جاما، مع هالة حول وجهه تجمع بين صور الشمس والقمر الهلال. وهو أكبر قليلًا من الشخصيات الأخرى، وفقًا للتناسب الهرمي.
وهو يجلس على عرش على شكل الساعة الرملية الأوروبية. يمكن تفسير الساعة الرملية على أنها إشارة إلى الألفية الإسلامية الثانية، التي بدأت في عامي 1591 و1592، قبل فترة من تولي جهانكير العرش في عام 1605 م. على الساعة الرملية، مكتوب نقش فارسي، "الله أكبر. يا شاه ، أتمنى أن تكون مدة حكمك ألف عام". قد يشير هذا إلى أن اللوحة أُهديت إلى السلطان في عيد ميلاده.
ويظهر جهانكير وهو يقدم كتابًا إلى أحد الأولياء الصوفيين الملتحين. الولي هو الشيخ حسين من نسل العلامة معين الدين الجشتي. أما الرجال الآخرون الذين سبقوه فهم السلطان العثماني مع ملك إنجلترا وأسكتلندا جيمس السادس والأول، ثم الفنان بيشير نفسه. يبدو أن تصوير السلطان العثماني، والذي يبدو أنه نموذج عام وليس صورة محددة، مأخوذ من عمل جيوفاني بيليني، كما أن تصوير جيمس السادس والأول مأخوذ من عمل لجون دي كريتز، أحضره السفير الإنجليزي توماس رو إلى الهند.
في الزاوية اليسرى السفلية من الصورة يظهر الفنان بيشير. صُور وهو يرتدي رداءً على الطراز الهندوسي رغم أن السلطان مسلم، ويحمل لوحة فنية. يفسر ستيوارت سي ويلش هذه اللوحة على أنها لبيشير نفسه وهو ينحني للسلطان. أصبح هذا الإدراج الذاتي كنوع من التوقيع، عادة في الرسم المغولي في السنوات التالية.
تعبر اللوحة عن احترام جهانكير للولي الصوفي، ورفضه للملوك العظماء الذين يتنافسون على جمهوره. حتى حبه للفن فشل في صرف انتباهه عن الجانب الروحي، كما فشل الفنان بيشير في أسفل اليسار في جذب انتباهه. ويتزامن تأريخها مع الفترة التي نُقلَت فيها العاصمة إلى مدينة أجمر من عام 1613 إلى عام 1616 م.
تُشكل السجادة المصممة على الطراز البندقي النصف السفلي من الخلفية، في حين أن النصف العلوي أزرق سماوي. يظهر في الصورة أربعة بَوتي. اثنان منهم في أسفل الساعة الرملية، يجمعون الرمال التي سقطت في النصف السفلي، بينما اثنان يطيران في الخلفية.
نُقش بيتان فارسيان أعلى وأسفل اللوحة، نصهما: "بفضل الله، هو ملكٌ بحقٍّ في الشكل والروح: الشاه نور الدين جهانكير، ابن بادشاه أكبر؛ ويبدو جليًا أنه، حتى مع وقوف الملوك والملوك في خدمته، تقع عيناه، في باطنه، دائمًا على الدراويش المقدسين". أُضيفت هذه الأبيات، إلى جانب الإطار، لاحقًا.